# Падіння янгола
«Падіння янгола» (англ. Angel Has Fallen) — гостросюжетний фільм-бойовик з елементами наукової фантастики режисера Ріка Романа Во, продовження фільму «Падіння Олімпу». У головних ролях: Джерард Батлер, Морган Фрімен і Денні Г'юстон.
Прем'єра в США відбулася 23 серпня 2019 року.

## Стислий сюжет
Після подій в Лондоні агент секретної служби Майк Беннінг виявляється головним підозрюваним у замаху на Президента США та знищені десятків його підлеглих, співробітників Таємної служби, що здійснюється шляхом массованої атаки дронів з фури. Переслідуваний власним агентством і ФБР, він намагається очистити своє ім'я і розкрити реальну терористичну загрозу, яка націлена на літак президента «борт №1».

## У ролях
| Актор              | Роль                                               |
| ------------------ | -------------------------------------------------- |
| Джерард Батлер     | Агент Секретної служби США Майк Беннінг            |
| Морган Фрімен      | Президент США Аллан Трамбулл                       |
| Ленс Реддік        | Директор секретної служби Девід Джентрі            |
| Джада Пінкетт-Сміт | Агент Томпсон                                      |
| Майкл Ландес       | Глава виконавчого офісу президента США Сем Вілкокс |
| Денні Г'юстон      | Глава технологічної компанії Вейд Дженнінгс        |
| Нік Нолті          | Клей Беннінг, батько Майка                         |
| Пайпер Перабо      | Лея Беннінг, дружина Майка                         |
| Тім Блейк Нельсон  | Віцепрезидент США Кірбі                            |

## Знімальний процес
28 жовтня 2016 року було оголошено, що сиквел під назвою «Падіння Янгола» знаходиться в стадії розробки, і Джерард Батлер знову зіграє свою роль, а також знову стане продюсером фільму.
25 липня 2017 року Рік Роман Во був оголошений режисером фільму «Падіння Янгола». 10 січня 2018 року Голт МакКаллані приєднався до акторського складу в ролі Вейда Дженнінгса, колишнього військового, який став главою технологічної компанії. 18 січня 2018 року Джада Пінкетт Сміт і Тім Блейк Нельсон, як стверджується, з'являться у фільмі. Його зйомки почалися 7 лютого 2018 року. 13 лютого 2018 року Пайпер Перабо приєдналася до акторського складу. 12 березня 2018 приєднався до акторського складу в ролі директора секретної служби Джентрі. 21 березня 2018 року Майкл Ландес збирається зобразити начальника штабу Білого дому Сема Вілкокса. 22 січня 2019 року Девід Баклі був оголошений композитором фільму, замінивши Тревора Морріса, який був відповідальний за музику в обох попередніх фільмах.
Зйомки фільму «Падіння Янгола» почалися у Вотер-Лейк, Вірджинія. Голт Мак-Каллані відмовився від своєї ролі в фільмі через конфлікти з графіком зйомок в телесеріалі «Мисливець за розумом».

## Елементи фантастики та вплив
У фільмі була передбачено масову автоматизовану атаку дронів з фури. Журналіст Євген Кисельов у своїй аналітичній дискусії з Іваном Яковиною провів паралелі, порівнявши спецоперацію «Павутиння», проведену СБУ, з вигаданими подіями з фільму «Падіння янгола».